# Хуан Соріля де Сан Мартін

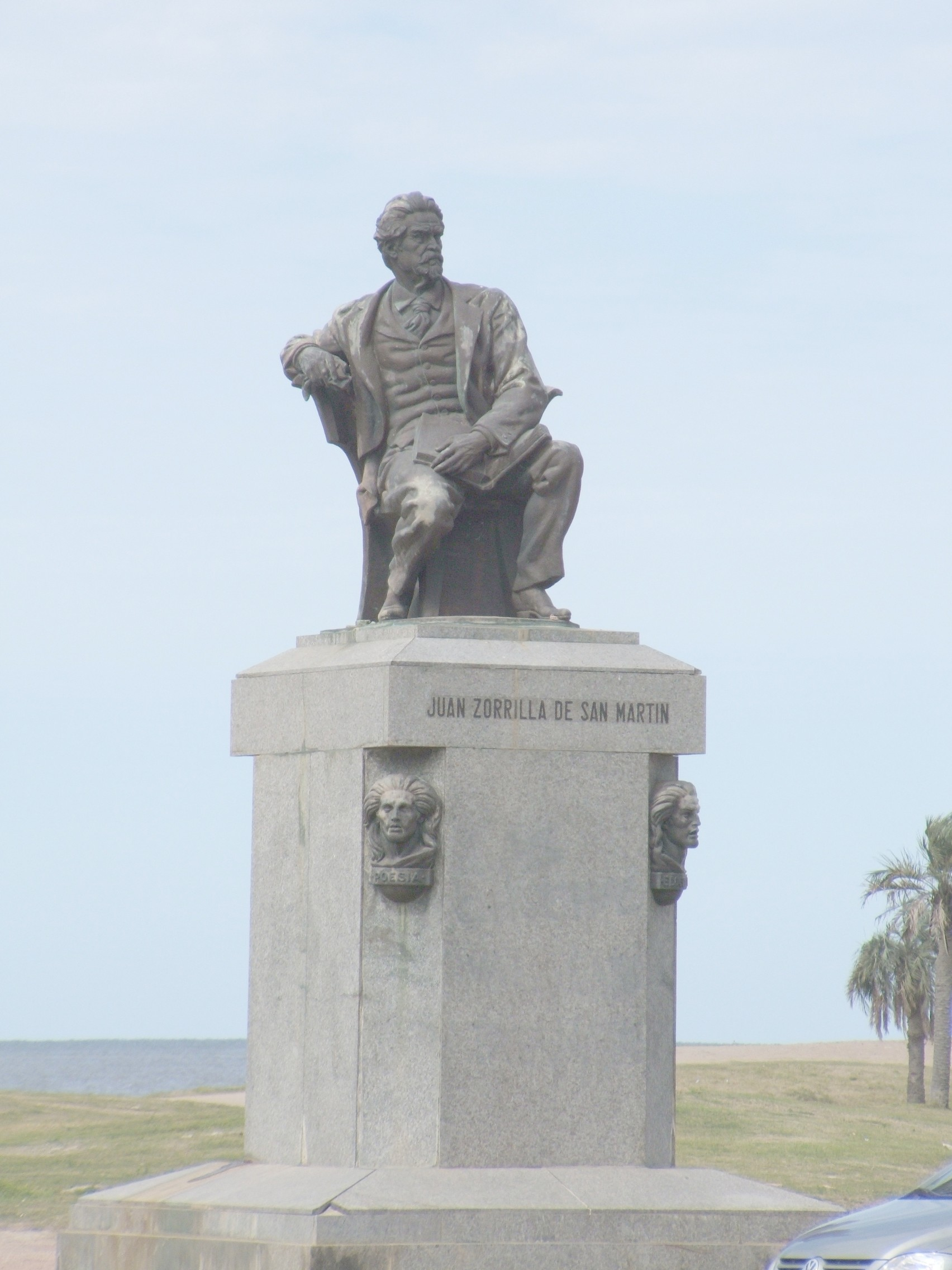
Скульптура Хуана Соріля де Сан Мартіна в Монтевідео (скульптор — його син, Хосе Луїс Соріля де Сан Мартін)

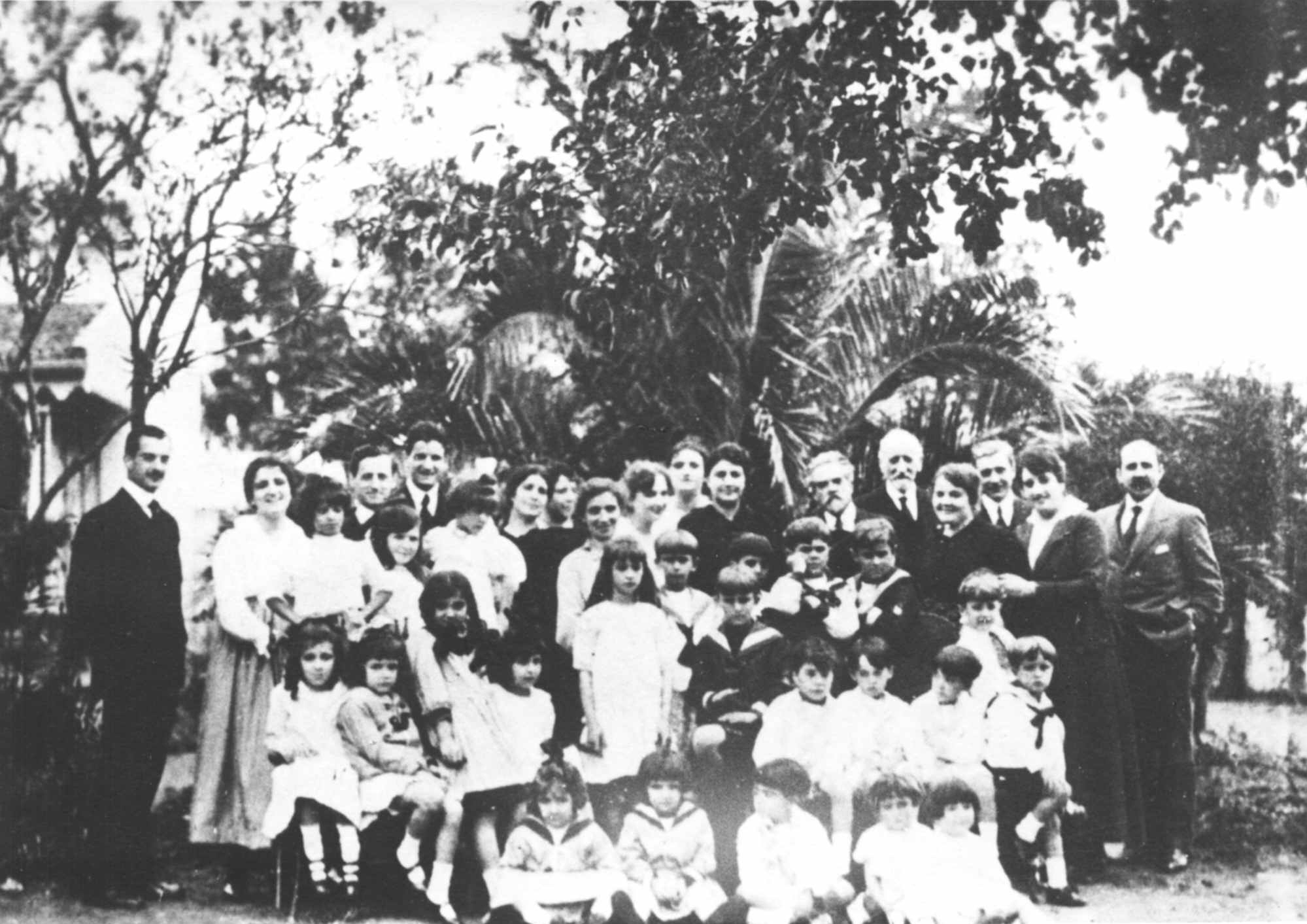
Патріарх Хуан Соріля де Сан Мартін та його родина

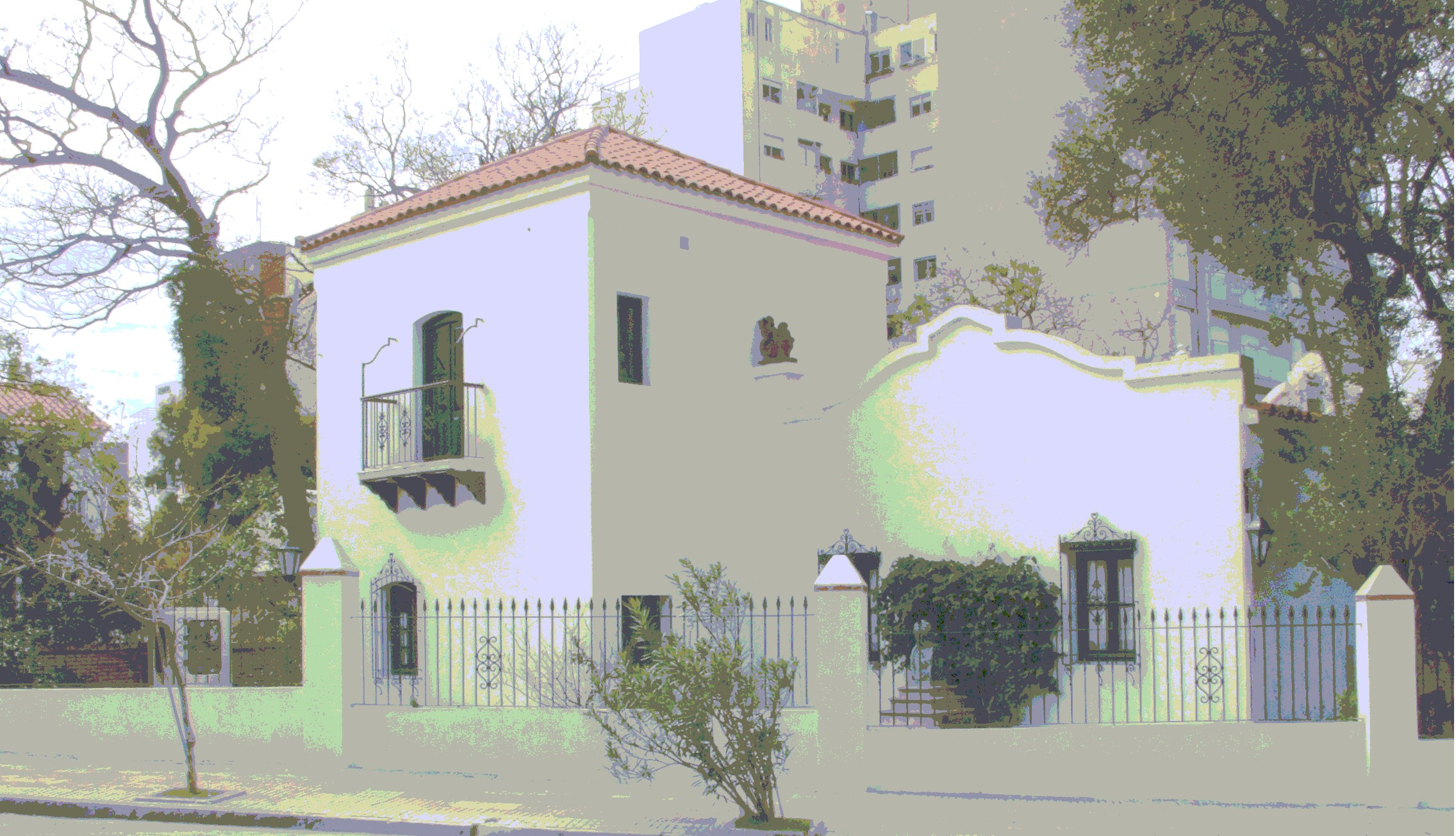
Музей Соріля в Монтевідео

Хуан Соріля де Сан Мартін (28 грудня 1855 — 3 листопада 1931) — католицький уругвайський епічний поет і політичний діяч. Його називають «національним поетом Уругваю».

## Відомі поеми
Дві найвідоміші його поеми — «Tabare» (національна поема для уругвайців) та Легенда про Вітчизну (La leyenda patria).
Сан Мартін є автором відомого іспанського вірша «Гімн до дерева» («Himno al Arbol»), який пізніше став піснею в декількох країнах Латинської Америки.

## Життєпис
Батько всесвітньо відомого скульптора Хосе Луїса Соріля де Сан-Мартіна і відомої міжнародної актриси Чіна Сорілья.
Як політичний діяч Хуан Соріля де Сан-Мартін працював депутатом Монтевідео з 1888 по 1891 і кілька разів обіймав посаду посла.
Двічі овдовів і залишив по собі 13 дітей.
Його онук Алехандро Зоррілла де Сан-Мартін мав бути видатним заступником, міністром та сенатором.
Одна з кількох його онучок Консепсьйон Соріля стала найвідомішою актрисою Уругвая, донька China Zorrilla. Була ученицею Маргарити Сіргу і переїхала до Аргентини в 1971, де зробила визначну кар'єру в театрі, на телебаченні та в кіно, а також в Іспанії та інших країнах Південної Америки. Її найбільші успіхи в кіно: «Besos en la frente», «Esperando la carroza» («Очікування катафалка»), «Ельза та Фред» та «Розмови з матір'ю».
Онука Хуана Соріля де Сан Мартіна — Гума Соріля була дизайнеркою театральних костюмів.

## Відзнаки
Будинок Хуана Соріля де Сан Мартіна у Монтевідео став музеєм.
Хуан Соріль був представлений на купюрі в 20 000 песо (1989–1991) а також на купюрі у 20 песо (з 1994).